# Schenna
Schenna är en ort och kommun i provinsen Sydtyrolen i regionen Trentino-Sydtyrolen i Italien. Kommunen hade 2 912 invånare (2018).